# ساکمارینو
ساکمارینو (به لاتین: Sakmarino) یک منطقهٔ مسکونی در روسیه است که در سرزمین آلتای واقع شده‌است.